# Viviana Díaz
Viviana Elisa Díaz Car (Santiago de Xile, 26 d'octubre de 1950) és una activista pels drets humans xilena. Va ser una de les fundadores, i després la segona presidenta, de l'Agrupació de Familiars de Detinguts Desapareguts. És filla de Víctor Díaz López, exdirigent del Partit Comunista de Xile, detingut i desaparegut durant el règim militar d'Augusto Pinochet.

## Biografia
Filla d'un destacat dirigent comunista xilè que desaparegué durant la dictadura, és membre de l'Agrupación de Familiares de Detenidos Desaparecidos (AFDD) des de l'any 1976, on ha exercit, entre altres càrrecs, de presidenta. Arran de la desaparició del seu pare, s'ha involucrat personalment i políticament en la causa de les víctimes de desaparicions forçoses durant la dictadura. Durant quatre anys ha estat la responsable de coordinar les agrupacions de familiars detinguts desapareguts de Xile. També ha estat membre i portaveu de les relacions internacionals del Comité Ejecutivo de la Federación Latinoamericana de Asociaciones de Familiares de Detenidos Desaparecidos (FEDEFAM). Actualment, i des de fa cinc anys, és la responsable del projecte «Reconstruyendo Memoria – AFDD Chile», el qual fou reconegut l'any 2003 per la UNESCO com a part del Registre de la Memòria del Món. El seu treball com a defensora dels drets humans i la seva lluita per reivindicar la justícia social li han permès participar en destacats actes institucionals i li han valgut el reconeixement internacional.